# بيتر نيكولز
بيتر نيكولز (بالإنجليزية: Peter Nicholls)‏ هو نحات نيوزيلندي، ولد في 1936.